# Best of Miguel Bosé
Best of Miguel Bosé è una raccolta del cantante spagnolo Miguel Bosé del 1999.

## Descrizione
A tre anni di distanza dalla pubblicazione di Labirinto, esce la prima raccolta completa dei successi di Miguel Bosé, intitolata, nell'edizione italiana, semplicemente Best of Miguel Bosé, e contenente 16 brani con testi in italiano, inglese e spagnolo, promossi dall'artista in Italia, a partire dal 45 isolato del 1978, Anna, fino ai due brani inediti. In pratica, si ripercorre tutto l'arco della carriera italiana del cantante, dai brani più noti tratti dal primo album italiano Chicas!, del 1979, passando quindi per i primi successi come Credo in te e Super Superman, riproponendo Olympic Games, Bravi ragazzi e Se tu non torni (le tre canzoni con cui trionfò in altrettante edizioni del Festivalbar, rispettivamente nel 1980, 1982 e 1994), includendo tracce variamente fortunate dell'ultimo periodo con la CBS, quali You can't stay the night, Ce la fai e Miraggi, nonché i pezzi successivamente incisi per la WEA, a partire dal 1986 con Heaven e il remix di Living on the wire, senza dimenticare i brani più recenti, come Los chicos no lloran (1990) e Sotto i cieli dell'est (1994), fino al singolo L'autoradio, inserito nell'album del 1996.
A differenza delle due raccolte singole che l'hanno preceduta Bravi ragazzi – I grandi successi di Miguel Bosé, del 1982, e I grandi successi di Miguel Bosé (titolo dato sia alla raccolta in vinile del 1988, sia alla versione rimaneggiata in CD del 1993), e a differenza della raccolta doppia che l'ha seguita (intitolata I successi di Miguel Bosé, del 2002, da non confondere con la quasi omonima raccolta singola del 1988/1993), tutte pubblicate dal gruppo CBS/Columbia/Sony, ma nessuna contenente brani posteriori al 1985, i diritti dei quali spettano alla WEA, questo Best of Miguel Bosé è una raccolta esaustiva che raccoglie tutto il meglio del Super Superman di fine anni Settanta, che da Bravo Ragazzo, all'inizio del decennio più criticato della storia recente, trasformatosi in Bandido, a metà di quella stessa epoca, si è poi ritrovato a vivere in un Labirinto, sul finire del Millennio, dopo aver transitato Sotto il Segno di Caino, dieci anni dopo la sua prima trasformazione. Giochi di parole a parte, se si eccettua l'omissione di Non siamo soli e Angeli caduti, i due brani più noti dell'album forse meno conosciuto di tutta la sua discografia italiana, Milano-Madrid, del 1983, e di minore successo in Spagna, dove il long-playing corrispondente s'intitolava invece Made in Spain (anche se l'unica cosa in comune condivisa da entrambi i lavori, affidati a compositori all'epoca in auge, ma del tutto diversi, nei due paesi, è la notevole grafica di copertina, realizzata dal genio inventore della pop art, Andy Warhol), Best of Miguel Bosé ripercorre tutta la traiettoria musicale seguita da Miguel in Italia, con la CBS prima e con la WEA poi, riproponendo, per la prima volta in un unico disco, tutti i singoli e i pezzi più famosi tratti da tutti i suoi album 'italici', da Chicas! del 1979 a Labirinto del 1996, senza dimenticare il singolo isolato del 1978, Anna (che, inserito solo nell'LP spagnolo intitolato "Miguel Bosé"), costituisce, a tutti gli effetti, il debutto italiano assoluto di Bosé).
Ai vecchi successi, si aggiungono due inediti (posti in apertura e pubblicati entrambi come singoli indipendenti), che rappresentano le versioni italiane di due tracce in spagnolo, Un momento per me e Questo mondo va. Quest'ultima, originariamente inserita nell'edizione spagnola a 13 tracce di "Labirinto", è stata ripresa di recente, nella versione in spagnolo, intitolata Este mundo va, re-interpretata da Bosé insieme a Leonor Watling, e inserita anche nell'ultimo album del 2007, il già celeberrimo Papito, con i suoi duetti illustri.

## Tracce
1. Un momento per me – 4:04 (Bosé, Ferrario, Grilli) – inedito 1999
2. Questo mondo va – 4:16 (Bosé, Ferrario, Grilli) – inedito 1999
3. Se tu non torni – 4:42 (Bosé, Ferrario, Grilli) – Sotto il segno di Caino, 1994
4. L'autoradio – 4:16 (Bosé, Ferrario, Grilli) – Labirinto, 1996
5. I cieli dell'est – 4:59 (Bosé, Cullum, McLelland, Ross, Toulson-Clarke, Ferrario, Grilli) – Sotto il segno di Caino, 1994
6. Los chicos no lloran – 3:37 (Bosé, Ferrario, Grilli) – Los chicos no lloran, 1990
7. Lay down on me – 4:01 (Bosé, Vanni, D'Onofrio, Costa, Tazzi, Ogletree, Rear) – XXX, 1987
8. Living on the wire – 4:18 (Bosé, Giagni) – Salamandra, 1986
9. Ce la fai – 2:52 (Felisatti, Vaona, Bosé, Escolar, Negrini) – Singolo, 1981
10. Bravi ragazzi – 4:10 (Fabrizio, Morra) – Bravi ragazzi - I grandi successi di Miguel Bosé, 1982
11. Heaven – 5:08 (Bosé, Aldrighetti, Ieoravante) – Salamandra, 1986)
12. Miraggi – 4:03 (Aldrighetti, Avogadro, Battaglia, Colombo, Schiappadori) – Bandido, 1984
13. Ti amerò – 3:29 (Calderon, Bosé, Cogliati) – Miguel, 1980
14. You can't stay the night – 3:58 (Bugatti, Musker) – Singolo, 1981
15. Credo in te – 3:53 (Cogliati, Perales, Bosé) – Chicas!, 1979
16. Anna – 4:55 (Arbex) – "Miguel Bosé" (album Spagna), 1978
17. Olympic Games – 3:07 (Cutugno, Bosé) – "Miguel", 1980
18. Super Superman – 3:32 (Bosé, Felisatti, Vaona) – "Chicas!", 1979

## Formazione
- Tracce 3-16: confrontare altri album di Miguel Bosé
- Miguel Bosé: voci
- Fabrizio Palma, Rossella Ruini: cori in (1)&(2)
- Greg Walsh: produttore e tecnico del suono per le registrazioni e programmazioni di (1), produzione extra di (2), al Pavillion Studios, UK; tecnico del suono per la registrazione delle voci di Miguel Bosé, al Sintonia Studios, Madrid
- Eduardo Ruiz, Juan Gonzalez: assistenti tecnici in (1)
- Alan Ross: chitarre in (1)
- Fabio Patrignani: tecnico del suono per i cori, al Forum Music Village, Roma, in (1)&(2)
- Oscar Vinader, Juan Vinader: tecnico del suono per le registrazioni di (2) al Cinearte Studios, Madrid
- Sandy McLelland, Oscar Vinader: missaggio di (2), presso Eurosonic Studios, Madrid
- Tonia Davall: contract woman per coristi
- Julian Broad: fotografia
- ArtBeat: copertina

## Classifiche
| Classifica (1999-2000) | Posizione massima |
| ---------------------- | ----------------- |
| Colombia               | 6                 |
| Spagna                 | 2                 |